# Pablo Brun
Pour les articles homonymes, voir Brun.
Pablo Fernando Brun, né le 9 mars 1982, est un coureur cycliste argentin.

## Biographie
Vainqueur du championnat d'Argentine en 2009, il est cependant déchu de son titre et suspendu deux ans en raison d'un contrôle antidopage positif à la nandrolone,.
En 2021, il crée la surprise en devenant champion d'Argentine sur route à Chilecito, 12 années après sa disqualification.

## Palmarès
- 2006
  - Doble Media Agua
  - 3e étape du Tour de San Rafael
  - 3e du Tour de San Rafael
- 2007
  - 2e étape du Giro del Sol San Juan
  - 3e du Giro del Sol San Juan
- 2017
  - 2e du Criterium de Apertura
- 2021
  -  Champion d'Argentine sur route

## Classements mondiaux
| Année            | 2009 |
| ---------------- | ---- |
| UCI America Tour | 290e |